# Château de Sainte-Eulalie-d'Olt
Le château de Sainte-Eulalie-d'Olt est un château situé à Sainte-Eulalie-d'Olt, en France.
Il fait l'objet d'une protection au titre des monuments historiques.

## Localisation
Le château est situé rue de la Traverse, au cœur du village de Sainte-Eulalie-d'Olt, dans le quart nord-est du département français de l'Aveyron, en région Occitanie.

## Historique
Le château actuel a remplacé à la fin du XVe siècle une ancienne maison forte en ruines, propriété de la famille de Curières.
L'édifice est inscrit au titre des monuments historiques le 4 février 1976 pour ses façades et toitures.

## Galerie

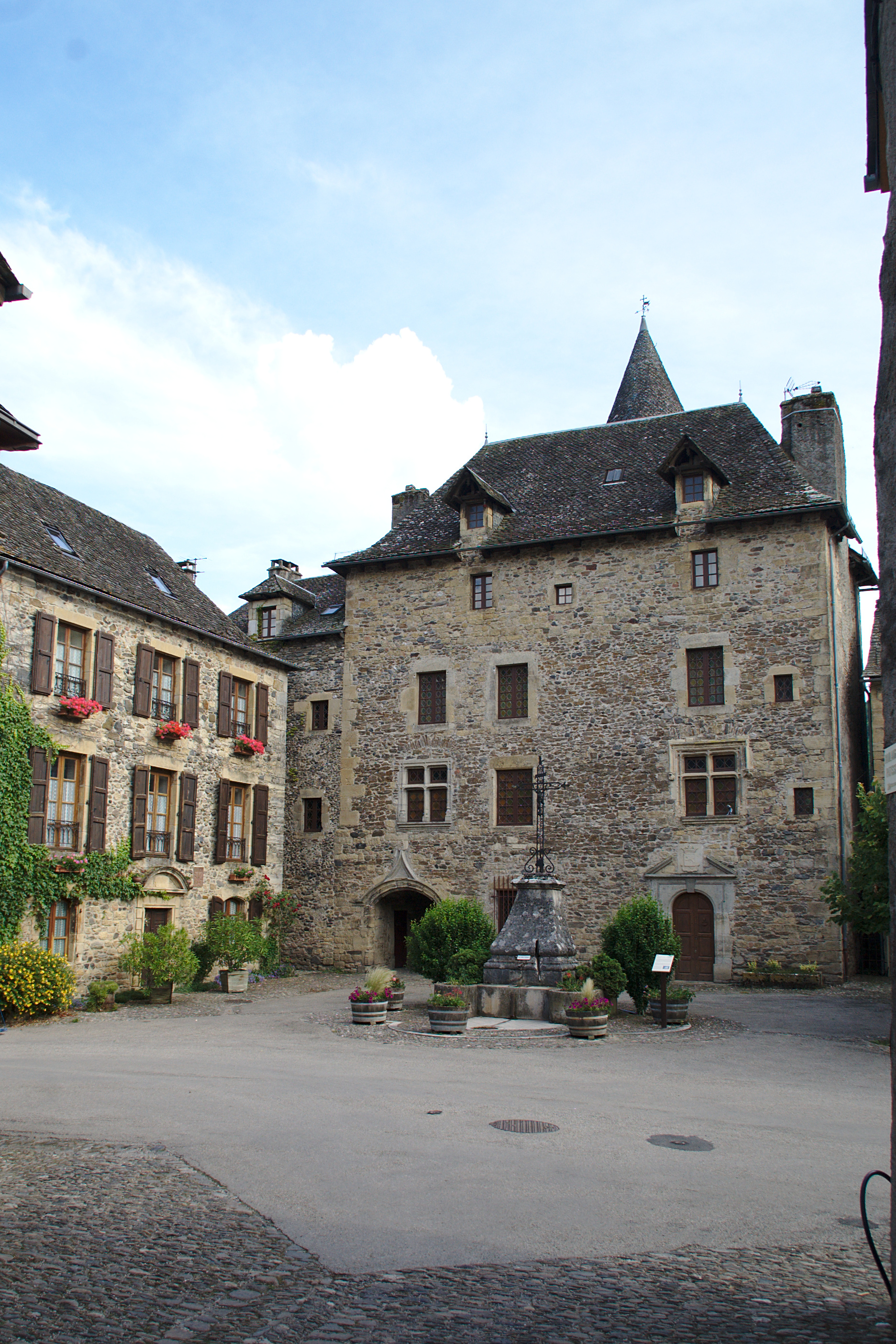
Côté nord, place de l'Olm.
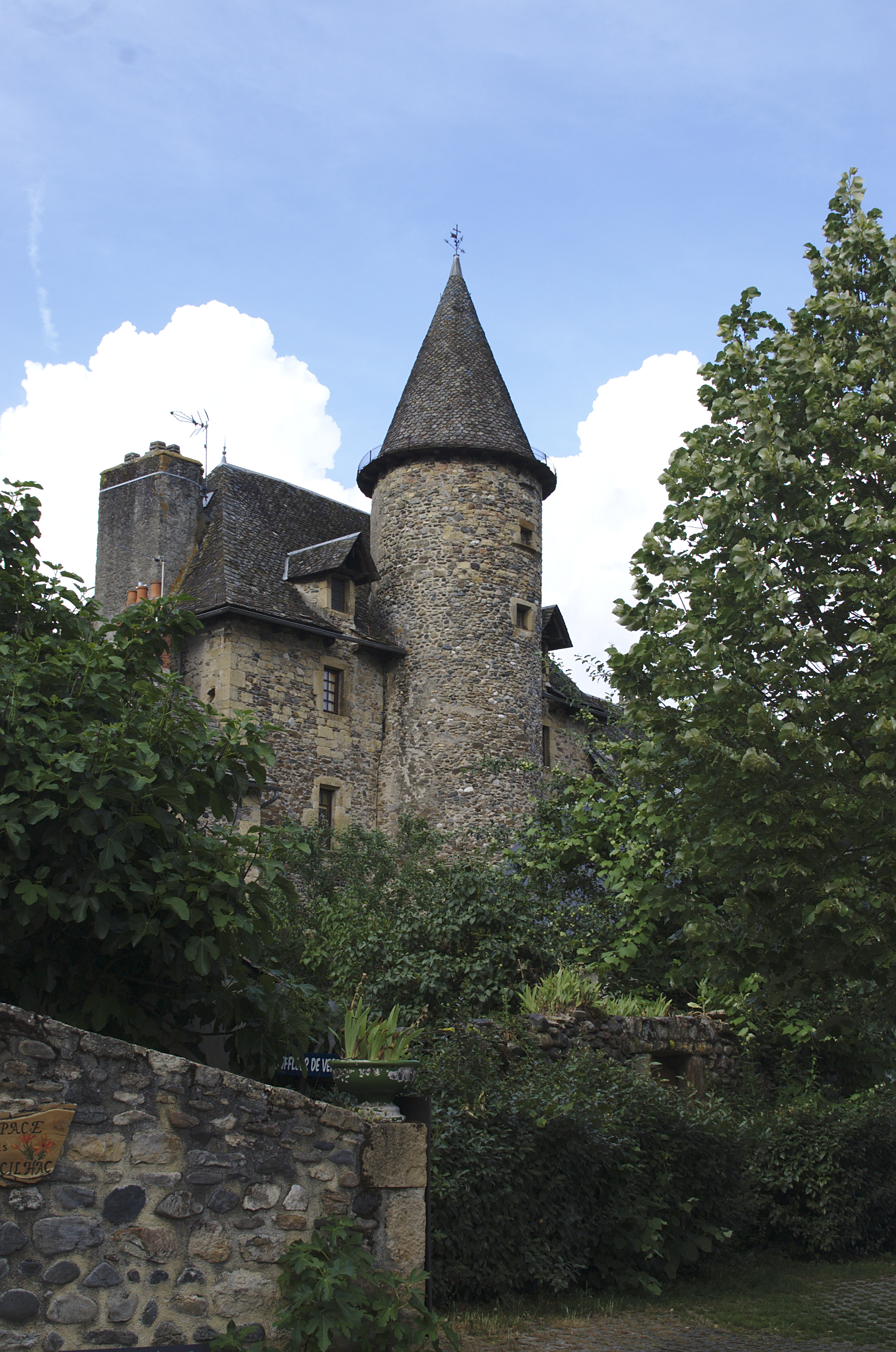
Vu depuis le sud-ouest.
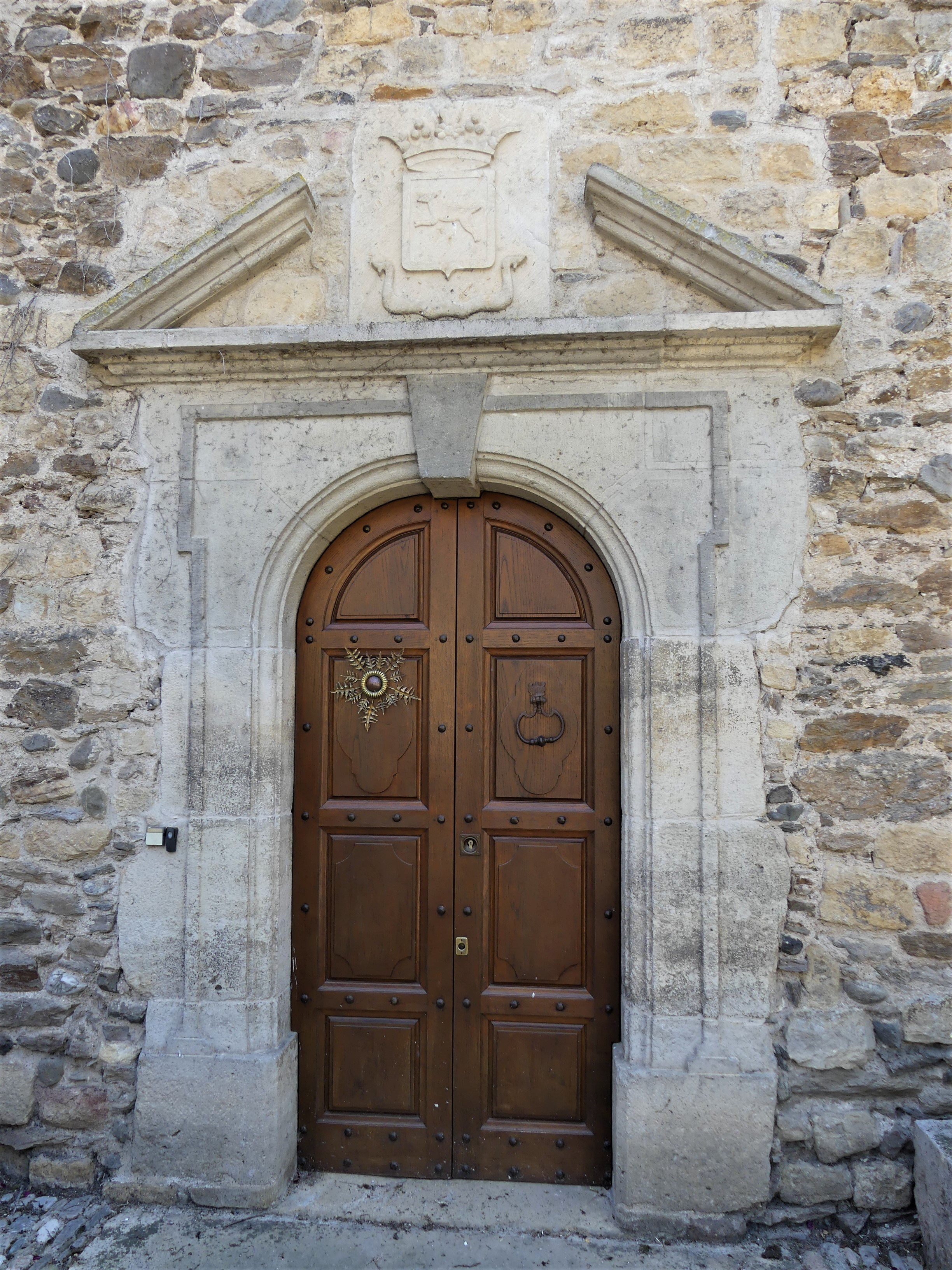
Porte d'entrée côté nord.
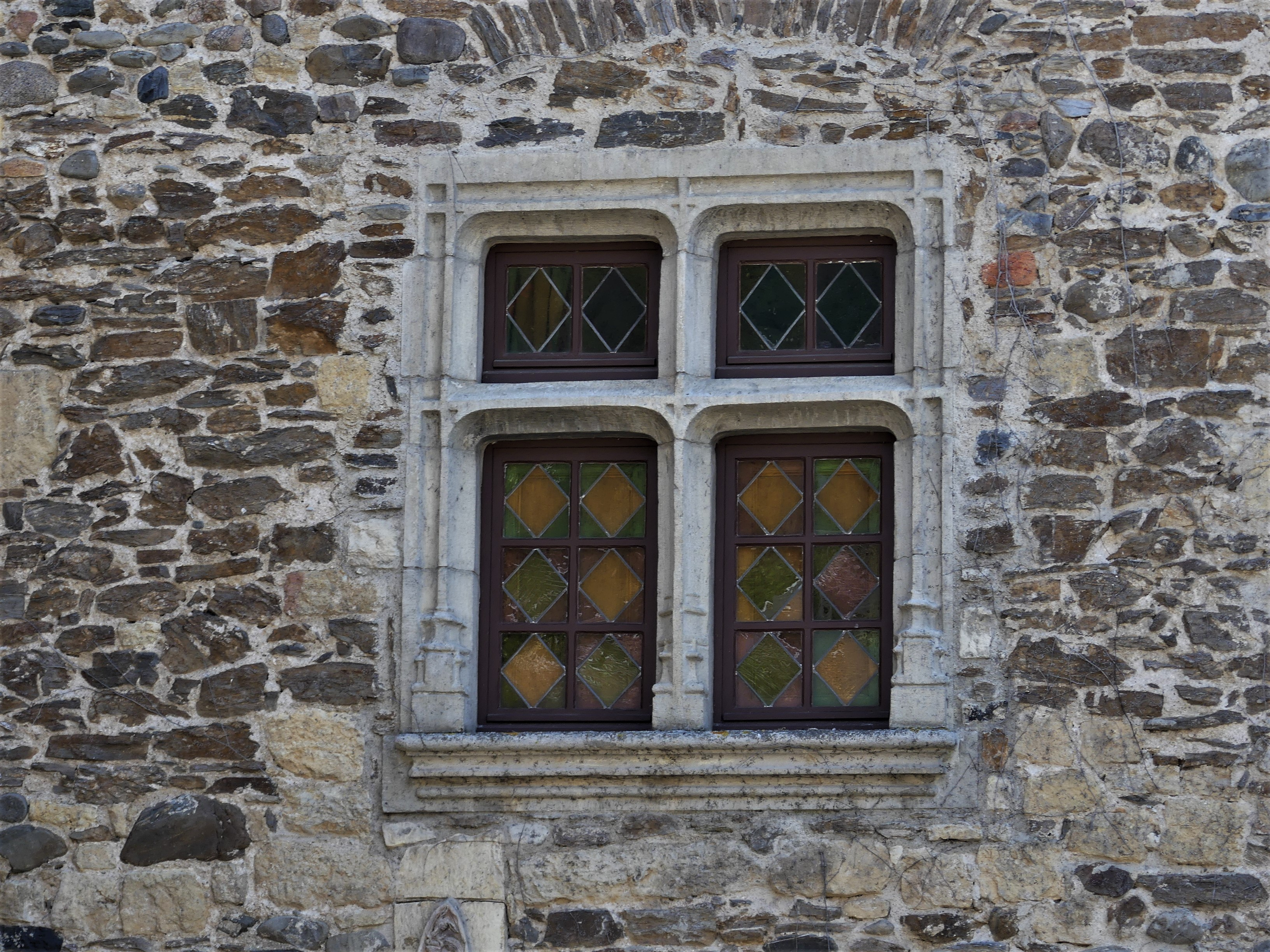
Fenêtre à meneaux.